# Барятинский, Андрей Григорьевич Булгак
Андре́й Григо́рьевич Баря́тинский Булга́к — князь, воевода и наместник во времена правления Ивана IV Васильевича Грозного.
Сын князя Григория Фёдоровича Барятинского.

## Биография
Сын боярский по Тарусе в 3-й статье (в Дворовой тетради из Калуги), пожалован в московское дворянство (1550). Наместник в Белёве (лето-осень 1552, зима 1553). Послан в Астрахань по реке Волга 2-м воеводою Сторожевого полка (1553). Находился в войсках царя Дербыша-Алея 2-м воеводою Сторожевого полка (апрель 1554) и по завоевании Астрахани оставлен там воеводою. Второй воевода на Угре (1556). По отпуску из городов главных воевод, оставлен воеводою в Дедилове (1556). Воевода в Болохове (1557—1558). Второй воевода в Туле (1562). В Полоцком походе дозорщик и прибран в есаулы (1562—1563). Первый воевода в Одоеве (1563).
Потомства не оставил. Имел брата, князя Василия Григорьевича.